# Rolf Wuthmann
Rolf Wuthmann (Kassel, 26 agosto 1893 – Minden, 20 ottobre 1977) è stato un generale tedesco della Wehrmacht durante la seconda guerra mondiale.

## Biografia
Wuthmann entrò nell'esercito imperiale tedesco il 9 aprile 1912 come cadetto nel 40º reggimento d'artiglieria ed il 10 novembre 1913 venne promosso tenente. Con lo scoppio della prima guerra mondiale, il suo reggimento di appartenenza venne schierato come parte della 7ª brigata d'artiglieria sul fronte occidentale dove Wuthmann venne ferito più volte. Dopo la fine della guerra e la smobilitazione, Wuthmann rimase nell'esercito come volontario. Nel 1920 passò al Reichswehr e Wuthmann si unì quindi al 15º reggimento di artiglieria. Nel 1921, venne trasferito come aiutante al personale del 2º reggimento d'artiglieria di stanza a Schwerin. Venne promosso tenente nel 1922. Dal 1924 al 1926 prestò servizio in diverse batterie da campo a Itzehoe nello Schleswig-Holstein. Nel 1927 venne trasferito al ministero della difesa del Reich presso il dipartimento statistico dell'esercito a Berlino e l'anno successivo venne promosso capitano, il 1º febbraio 1928. Dopo un altro periodo di transizione nel 2 ° reggimento di artiglieria, tornò al ministero del Reichswehr dove trascorse tre altri anni. Nel 1932 Wuthmann venne trasferito alla 1ª batteria del 6º reggimento di artiglieria di stanza a Münster e il 1 gennaio 1937 venne promosso al grado di tenente colonnello ed assegnato alla 5ª divisione. Nel 1938 ricoprì la carica di primo ufficiale di stato maggiore nel nuovo VI Armee Gruppe di stanza ad Hannover e venne promosso colonnello il 1º agosto 1939. A seguito della mobilitazione generale dell'esercito, Wuthmann fu nominato primo ufficiale di stato maggiore della 4ª Armata il 26 agosto 1939, mantenendo tale funzione sia durante la campagna per l'invasione della Polonia che durante quella in Francia. Il 15 novembre 1940 venne nominato capo dello stato maggiore della 16ª armata.
Nel 1941 prese parte alla campagna di Russia sul fronte orientale. Nel febbraio del 1942, Wuthmann venne trasferito in riserva per un breve periodo, salvo poi dal 1º aprile 1942 divenire maggiore generale e vice capo di stato maggiore della 15ª armata. Il 2 maggio 1942, ricevette il comando della 295ª divisione di fanteria con la quale prese parte nel 1942 all'offensiva estiva nel sud dell'Unione Sovietica; nel settembre 1942 fu a Stalingrado durante gli attacchi al centro città e alla collina di Mamayev. Il 16 novembre 1942, Wuthmann consegnò la sua divisione al colonnello Otto Korfes divenendo plenipotenziario generale dei trasporti nel settore della Russia meridionale. Il 1º marzo 1943 venne promosso tenente generale.
Dal 2 aprile al 19 giugno 1943, Wuthmann fu a capo del settore trasporti nell'alto comando dell'esercito (OKH) e, il 20 giugno 1943, venne nominato comandante della 112ª divisione di fanteria che combatté in diversi scontri senza grosse perdite. Già prima che la divisione fosse sciolta (2 novembre 1943), Wuthmann abbandonò il comando il 3 settembre 1943 e fu trasferito nella riserva dell'esercito.
Dal 5 dicembre 1943, Wuthmann si trovò alla guida della IX. Corpo d'Armata. Il 1º febbraio 1944, venne nominato comandante generale e promosso al grado di generale di artiglieria. Durante l'offensiva estiva sovietica (Operazione Bagration), la parte frontale del suo corpo venne attaccata poco dopo il 22 giugno 1944, ma parti delle truppe sotto il suo comando furono in grado di sfuggire all'accerchiamento nemico. Dopo lo scontro coi sovietici, il IX corpo d'armata si spinse a sud verso Kelmė - Raseinen. Nell'ottobre del 1944 vi furono degli scontri durante la ritirata oltre il Dubysa verso Tauroggen e infine sulla riva sud del Memel. Dopo l'inizio dell'offensiva invernale sovietica, il corpo d'armata dovette rinunciare alla sezione Memel ed alla città di Tilsit il 20 gennaio 1945 e si ritirò nella Samland. Il 20 aprile 1945, Wuthmann ricevette il comando dell'isola danese di Bornholm col compito di difenderla da possibili sbarchi sovietici. Con la resa totale, Wuthmann dovette consegnare Bornholm ai sovietici il 9 maggio 1945 e cadde loro prigioniero, tornando in Germania solo nell'autunno del 1955.